# Анђелија Станчић
Анђелија Станчић (Шид, 1865 — Београд 1955) српска је књижевница, учитељица, учесница Првог светског рата, добитница је Крста милосрђа и Ордена Светог Саве, који је одбила да прими.

## Биографија
Рођена је 1865. године у Шиду. Завршила је Вишу девојачку школу и учитељску школу у Сомбору 1884. године. У периоду од 1892. до 1898. године била је учитељица у Пожаревцу. После Пожаревца, радила је у Шапцу у ком је предавала неколико предмета: немачки језик, историју, земљопис и домаће газдинство. У избеглиштву, које је провела у Водену, учествовала је у оснивању „Заштите сироте деце“.
Као млада учитељица је са великом страшћу подучавала ђаке, али је одлучила да се посвети и научном раду. Већ 1912. године написала је "Распоред рада у првом разреду основне школе", да би 1929. објавила вредно дело "Најстарији језик Библије: или један од најстаријих културних народа". Анђелија је истраживала порекло српског народа, наводећи доказе да се у Библији налазе елементи српског језика, као што се у опису вере, живота и обичаја библијских личности, често налазе елементи вере и начина живота Срба.
По избијању Првог светског рата добровољно је отишла на фронт, где је помагала рањеним војницима. По окончању великог рата, краљ Петар Први Карађорђевић ју је одликовао Крстом милосрђа. Била је поносна на њега, али је зато Орден Светог Саве, којим су награђене најуспешније учитељице, уз поштовање одбила 1923. године. У писму које је објављено у штампи, објаснила је разлоге овог чина. Написала је да је такво признање требало да стигне за родољубље по којем је њен дом у Шапцу био познат или за активности у Учитељском збору у Пожаревцу, где се залагала за бољитак своје професије. Прижељкивала је одликовање и због оснивања Женског друштва, али и зато што је у Охриду две године бесплатно предавала у Радничкој школи, чија је била и управитељица.
Оставила је вредна дела о народном лечењу, као и књиге „Највећи светитељи српски и словенски“ (1934) и „Путник: грчко-српски“ (1936).